# Iglesia de San Martín (Guerguitiáin)
La iglesia de San Martín de Guerguitáin es una ermita del pueblo de Guerguitiáin, que se encuentra en el Valle de Izagaondoa.

## Historia
La ermita es de estilo románico con un estilo de "nave única". Está datada su construcción en el siglo XII o a comienzos del siglo XIII. Una de las particularidades de esta iglesia es la presencia de un capitel donde el maestro cantero "Petrus" dejó su firma: "Petrus me fecit". La asociación "Valle de Izagaondoa" ha creado el "Petrus Museum" en Lizarraga de Izagaondoa.
Era la iglesia parroquial de Guerguitiáin, pueblo del citado Valle de Izagaondoa. El pueblo estuvo habitado hasta los años 80 del siglo XX.

### Restauración
La asociación de Amigos del Románico puso en marcha la campaña "Salvemos San Martín de Guerguitiáin", con el apoyo del ayuntamiento del valle y otros interesados, que comenzó poco a poco a tener repercusión en 2007. Se pedía con urgencia una actuación en la iglesia, a fin de evitar un deterioro mayor, y que fuera declarada Bien de Interés Cultural. A raíz de la campaña, en octubre de 2007 la asociación Amigos del Románico organizó las primeras Jornadas de Románico Rural en el Valle de Izagaondoa.
Como antecedente a la intervención, en 2010 la Dirección General de Cultura-Institución Príncipe de Viana del Gobierno de Navarra había solicitado un levantamiento de planos del edificio "para evaluar con mayor precisión sus deformaciones y daños". El 29 de abril de 2011, el consejero de Cultura y Turismo, Juan Ramón Corpas Mauleón, entrega el proyecto de consolidación de San Martín de Guerguitiáin al alcalde, Alejandro Cortes Jiménez.
Además, en 2010 surgió el Grupo Cultural Valle de Izagaondoa, que el 28 de enero de 2012 se constituiría como "Asociación Valle de Izagaondoa", grupo implicado en la difusión del patrimonio cultural del valle y la comarca de Izaga
El 1 de febrero de 2012 la Dirección General de Cultura-Institución Príncipe de Viana del Gobierno de Navarra dio a conocer que sería precisamente en 2012 cuando se acometerían las obres en la iglesia. La alcaldesa Elsa Plano Urdaci expresó: «Es una gran noticia, y reconoce el esfuerzo y la lucha que, desde la palabra y el trabajo, ha llevado a cabo aquí mucha gente en los últimos tiempos». El presupuesto fue de 331.550 euros, y se definió para la rehabilitación de las bóvedas y las columnas en especial.
El 25 de julio de 2012, el Gobierno de Navarra declaró Bien Inventariado la citada iglesia, un nivel de protección cultural muy similar al del Bien de Interés Cultual.
Mientras transcurrió la restauración de la iglesia de San Martin, desde la Asociación Valle de Izagaondoa su secretario, Simeón Hidalgo, publicó "La ruta del maestro Petrus de Guerguitiáin", libro que se centra en el recorrido que probablemente habría realizado este cantero del siglo XIII, que dejó su firma en uno de los capiteles de Guerguitiáin.
La iglesia fue inaugurada el 24 de noviembre de 2012, pudiendo apreciarse claramente la mejoría que aportó la restauración. Al acto asistireron la presidenta del Gobierno de Navarra, Yolanda Barcina; el consejero de Cultura, Juan Luis Sánchez de Muniáin; el delegado del Arzobispado de Pamplona y Tudela de Relaciones Institucionales, José Luis Morrás; y la alcaldesa de Izagaondoa, Elsa Plano.
A mediados de febrero de 2014, la Arzobispado de Pamplona y Tudela donó al Ayuntamiento de Izagaondoa la propiedad de dicha iglesia que, junto a la iglesia de San Esteban de Urbicáin, volvieron a formar parte del patrimonio municipal del valle.